# دیک هوگان
دیک هوگان (به انگلیسی: Dick Hogan) (۲۷ نوامبر ۱۹۱۷–۱۸ نوامبر ۱۹۹۵)، که اغلب با نام هنری به عنوان ریچارد هوگان در سینمای آمریکا شناخته می‌شد، یک بازیگر آمریکایی بود که در سال‌های دهه‌های ۱۹۳۰ و ۱۹۴۰ در ایالات متحده، در فیلم‌های بسیار زیادی از جمله طناب، اثر آلفرد هیچکاک به ایفای نقش پرداخته است. وی در طول دوازده سال زندگی حرفه‌ای خود به ایفای نقش در سه فیلم متفاوت پرداخته است. وی با درخشش در این نقش‌ها توانسته است نامی ماندگار در تاریخ سینمای آمریکا از خود بر جای بگذارد. آخرین اثر وی، حضور در تیتراژ ابتدایی فیلم طناب، اثر آلفرد هیچکاک ، به عنوان قربانی جنایت قتل بود که در صحنه ابتدایی فیلم دیده می‌شود. وی در دوران تحصیلش در حالی که در دانشگاه آرکانزاس حضور داشت، در مراکز خرید محلی آواز می خواند و برای فروشگاه های شهر به عنوان مانکن کار می کرد. او در 19 سالگی وارد صنعت فیلم شد.اولین نقش او، در سال ۱۹۳۷ در بخش کوچکی فیلمی سینمایی به نام موانع انفجاری ، به عنوان یکی از مردان جوان عضو سپاه مردمی حفاظت از محیط زیست بود.